# Morgan Paull
Morgan Paull (New York, 15 december 1944 – Ashland (Oregon), 17 juli 2012) was een Amerikaans acteur. Hij was bekend om zijn rol als Holden in Blade Runner en om zijn debuutrol als kapitein Richard N. Jenson in de film Patton.
Morgan Paull was vier keer getrouwd, onder andere met actrice Gaye Huston. Hij stierf in zijn huis op 67-jarige leeftijd aan de gevolgen van keelkanker.

## Filmografie
- Patton (1970)
- Fools' Parade (1971)
- Fireball Forward (1972)
- Cahill U.S. Marshal (1973)
- Dirty O'Neil (1974)
- The Kansas City Massacre (1975)
- Mitchell (1975)
- Murph the Surf (1975)
- Stowaway to the Moon (1975)
- Kiss Me, Kill Me (1976)
- The Last Hard Men (1976)
- Twilight's Last Gleaming (1977)
- The Swarm (1978)
- The Apple Dumpling Gang Rides Again (1979)
- The Fantastic Seven (1979)
- Norma Rae (1979)
- Fade to Black (1980)
- Belle Starr (1980)
- Blade Runner (1982)
- Surf II (1984)
- Hostage Flight (1985)
- GoBots: War of the Rock Lords (1986)
- Out Cold (1989)
- Uncle Sam (1996)

## Televisieseries
- The Patty Duke Show (1965)
- The F.B.I. (1971 en 1972)
- Bearcats! (1971)
- Ironside (1972 en 1973)
- Emergency! (1973)
- Gunsmoke (1974 en 1975)
- Petrocelli (1974)
- The Blue Knight (1975)
- The Waltons (1975)
- Cannon (1975)
- Bronk (1976)
- The Fantastic Journey (1977)
- McCloud (1977)
- Kaz (1978)
- Baa Baa Black Sheep, aka Black Sheep Squadron (1978)
- Chico and the Man (1978)
- Centennial (1979)
- Quincy, M.E. (1979), 2 afleveringen
- Beyond Westworld (1980)
- The Fall Guy (1983)
- Challenge of the GoBots (1985), 5 afleveringen
- Crazy Like a Fox (1986)